# محمية شيمبا هيلز الوطنية

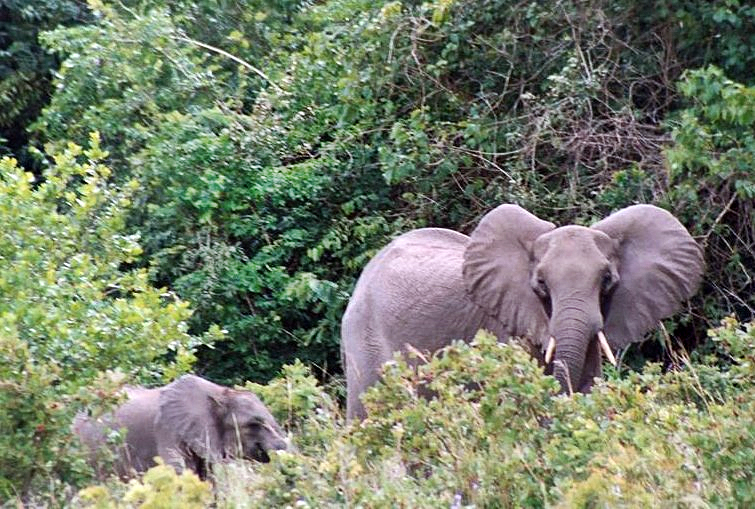
إدراج صور من المحمية

محمية شيمبا هيلز الوطنية، هي محمية طبيعة وطنية تقع في مقاطعة الساحل السابقة في كينيا، على بعد 33 كم من مومباسا و15 كم من الساحل.

## الوصف
المحمية عبارة عن منطقة من الغابات المطيرة الساحلية والغابات والمراعي، وهي منطقة مهمة للتنوع البيولوجي النباتي بها أكثر من 50% من 159 نباتًا نادرًا في كينيا توجد في تلال شيمبا.
في المحمية بعض الأنواع المهددة بالانقراض من السيكاد وبساتين الفاكهة، وتعتبر موقع مهم على المستوى الوطني للطيور والفراشات.
ويقدر أن هناك ما يقرب من 700 فيل في المحمية، وتخطط خدمة الحياة البرية في كينيا لنقل ما يصل إلى 400 فيل من شيمبا إلى حديقة تسافو الشرقية الوطنية.
تحتوي تلال شيمبا على الظباء السمور الوحيدة في كينيا.